# Antun Jančarić
Antun Jančarić (vjerojatno Legrad, 1810. – Drnje, 16. travnja 1880. ), hrvatski političar
Bio je načelnik općine Peteranec i za zastupnika u Hrvatski sabor izabran 1865. u trgovištu Ruma (Srijem), a kasnije ponovo u izbornom kotaru Peteranec. Uz to je obnašao dužnost predsjednika Imovne općine Đurđevačke. Bio je aktivan u školskim odborima u Peterancu i Drnju kojemu je predsjedao, a također je bio mjesni školski nadzornik, poštar i posjednik.